# Sulphur Springs (condado de Jefferson)
Sulphur Springs es un lugar designado por el censo ubicado en el condado de Jefferson en el estado estadounidense de Arkansas. En el Censo de 2010 tenía una población de 1101 habitantes y una densidad poblacional de 76,2 personas por km².

## Geografía
Sulphur Springs se encuentra ubicado en las coordenadas 34°10′15″N 92°7′48″O / 34.17083, -92.13000. Según la Oficina del Censo de los Estados Unidos, Sulphur Springs tiene una superficie total de 14.45 km², de la cual 14.45 km² corresponden a tierra firme y (0%) 0 km² es agua.

## Demografía
Según el censo de 2010, había 1101 personas residiendo en Sulphur Springs. La densidad de población era de 76,2 hab./km². De los 1101 habitantes, Sulphur Springs estaba compuesto por el 89.74% blancos, el 6.27% eran afroamericanos, el 0.82% eran amerindios, el 0.82% eran asiáticos, el 0.09% eran isleños del Pacífico, el 0.82% eran de otras razas y el 1.45% pertenecían a dos o más razas. Del total de la población el 1.36% eran hispanos o latinos de cualquier raza.